# Prix Vick et Vicky
Le Prix Vick et Vicky, créé à l'initiative de Bruno Bertin en 2016 et composé de jurys indépendants, est un « prix d’encouragement et d'éclairage » pour les auteurs-illustrateurs de bandes dessinées qui le reçoivent. Le nom du prix fait référence aux Aventures de Vick et Vicky, une série de bande dessinée jeunesse créée par Bruno Bertin en 1995.

## Historique
Décerné lors de salons du livre ou de la BD par les organisateurs de ces salons (Salon de Nantes « Les Crayonantes », les Journées de la BD de Rouans et Le Pellerin, le salon de BD « Les Courants » de Saint-Ouen-les-Vignes), ce prix récompense un dessinateur auto édité ou non qui a réalisé moins de cinq albums. Ce prix n'est pas itinérant mais peut être décerné la même année par plusieurs festivals. Le lauréat gagne un chèque d'un montant de 200 euros remis par les Éditions P'tit Louis. Galien a obtenu deux fois le prix pour sa série Les 1000 mystères d'Arsène Lupin : en 2017 et 2019. Depuis, il n'est plus possible qu'un même auteur soit récompensé plusieurs fois.

## Palmarès

### Prix Vick et Vicky du Salon de Nantes «Les Crayonantes» (44)
- 2016 : Marty Planchais, Le Petit Bourreau de Montfleury. Paris : Sarbacane, 2016, 51 p.  (ISBN 978-2-84865-912-1)[4]

### Prix Vick et Vicky des Journées de la BD de Rouans (44)
- 2016 : Gaëlle Hersent et Aurélie Béviere, Sauvage : biographie de Marie-Angélique Le Blanc, 1712-1775. Paris : Delcourt, coll. « Mirages », 2015, 205 p.  (ISBN 978-2-7560-3551-2)
- 2017 : Nago, Au queur des citadelles t. 1 :  Le grand dedans. Marseille : Maison borgne, 2015, 46 p.  (ISBN 978-2-919479-05-4)

### Prix Vick et Vicky du salon de BD «Les Courants» de Saint-Ouen-les-Vignes (37)
- 2016 : Claire Fauvel, Une saison en Égypte. Bruxelles : Casterman, 2015, 184 p.  (ISBN 978-2-203-07711-9)
- 2017 : Galien, Les 1000 mystères d'Arsène Lupin, volume 1 : L'Illusion de la Panthère noire ! / scénario et couleurs Crocbart. Puyricard : Cerises & Coquelicots, 2016, 53 p.  (ISBN 978-2-914880-21-3)[5]
- 2018 : Pierre Champion, Blue Ghost. Patay : Éd. Pierre Champion, T. 1 (mai 2011)-T.3 (2013). (BNF 42440849)[6]
- 2019 : Nami Awano, Blanc & noir : L'odyssée japonaise. Tours : Chez l'auteur, 2017.  (ISBN 978-2-9557986-5-2) (BNF 45272956)
- 2020 : Corentin Loth, Viva l'anarchie ! : la rencontre de Makhno et Durruti. Saint-Avertin : la Boîte à bulles, 02/2020, 80 p.  (ISBN 978-2-84953-316-1)
- 2021 : Bazil, Lipanda. Barcelone : Bang, coll. "CAOS", 02/2021, 160 p.  (ISBN 978-84-18101-18-2)[7]
- 2022 : Laurence Péguy, pour l'ensemble de son œuvre.
- 2023 : Moon Li, Les Petits Voyageurs de l'art (tome 1) : La Joconde de Léonard de Vinci / scénario Carbone. Loverval (Belgique) : Kennes Éditions, 02/2023, 48 p.  (ISBN 978-2-38075-852-8)
- 2024 : Sylmun, Les Parodies de Sylmun : l'ancien Pif sans son gadget. Paris : Pulse éditions-CREE, 03/2024, 64 p. (ISBN 978-2-491233-28-0)
- 2025 : Carole Ewan, Frisette aime la galette. Villedomer : Carole Ewan, 2017, 24 p.  (ISBN 979-10-94959-07-7)

### Prix Vick et Vicky des Journées de la BD Le Pellerin (44)
- 2019 : Galien, Les 1000 mystères d'Arsène Lupin, volume 2 : L’Anarchie Lao Feïl / scénario et couleurs Mike Crocbart. Puyricard : Cerises & Coquelicots, 2017, 64 p.  (ISBN 978-2-914880-30-5)
- 2022 : Coline Chevis, Escale au carbet. Rochefort : LPO, 2019, 47 p.  (ISBN 978-2-917791-15-8)[8]
- 2023 : Pauline Guitton. Sông / scénario Hai-Anh. Roubaix : Ankama, 01/2023, 192 p.  (ISBN 979-10-335-1695-8)
- 2024 : Tomm Bulyne, pour les deux tomes de sa série Évolution Z. Tome 1 L'Île / scénario Cee Cee Mia ; couleurs Éric Buisine. Marcinelle : Dupuis, 2022, 53 p.  (ISBN 979-10-347-4739-9). Tome 2 Le Monstre / scénario Cee Cee Mia ; couleurs Éric Buisine. Marcinelle : Dupuis, 2023, 53 p.  (ISBN 979-10-347-6044-2)
- 2025 : Erwan Le Bot. Beautemps-Beaupré : de l'océan à la carte / scénario Malo Durand ; couleurs Jiwa. Châteaulin : Locus solus, 2021, 71 p.  (ISBN 978-2-36833-289-4)

### Prix Vick et Vicky de Ancenis BD - Festival de l'illustration et de la BD du Pays d'Ancenis (44)
- 2020 : Jeremy Betis, dit Setib, Les Rescapés d'Eden t. 2 : Ensuite / scénario Bernard Swysen ; couleurs Hugo Poupelin. Toulon : Soleil, 02/2020, 52 p.  (ISBN 978-2-302-08061-4)[1]

### Prix Vick et Vicky du Salon de la BD à Dinard (35)
- 2023 : Alain Mary, Les Aventures microscopiques de Formica t. 1 : Le Violon dingue. Reims : Bulles O, 2021, 52 p.  (ISBN 978-2-491900-05-2)[9],[10]